# せんだご汁
せんだご汁は熊本県天草地方の郷土料理。通常、小麦粉などから作られるだんごの代わりに、サツマイモのデンプンで作っただんごを使っただんご汁である。
「だご汁」は熊本県における「だんご汁」の呼び名である。「せん」は漢字では「洗」の意味であり、すりつぶしたサツマイモを洗ってデンプンからだんごを作ることを意味する。ボウルに水を張り、その中でサツマイモをすり下ろすとデンプンが沈む。そのデンプンとすり下ろした際に残った繊維を混ぜてだんご（だご）を作って具材とする。こうして作った「せんだご」は汁にされる他にも、茹でてきな粉をまぶしておやつとしても食される。
天草は、山が海岸に迫り平地が少ないため、棚田が多く米の生産量が少ない地域であった。そのため主食代わりにサツマイモ（天草では「からいも」と呼ぶ）がさまざまな料理に使用されている。
天草でも一部の地域では、サツマイモではなくジャガイモを使ったせんだご汁を食している。
発祥については、1600年頃にこの地に来た宣教師が孤児たちに食べさせたのが始まりという説もある。